# Aquädukt von Krumhermersdorf

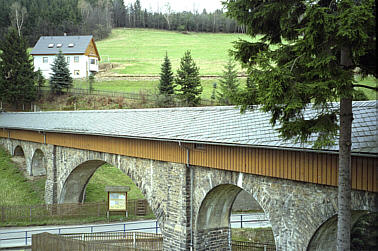
Aquädukt über das Tal als Bestandteil des „Talsperrensystems Mittleres Erzgebirge“

Das Aquädukt von Krumhermersdorf (auch Wasserbrücke) ist ein 1907 erbautes Aquädukt im Zschopauer Ortsteil
Krumhermersdorf.

## Lage
Das Bauwerk befindet sich im Niederdorf bei den Hofgütern, wo es die Waldkirchener Straße und den Krumhermersdorfer Bach überspannt.

## Bauwerk
Das Aquädukt ist 103 m lang und 11 m hoch. Es besteht aus einer fünfbogigen Brücke, die in Bruchsteinmauerwerk ausgeführt und mit einem Satteldach zum Schutz des Wassers versehen ist. Zu dem technischen Denkmal gehört noch ein Wasserhäuschen.

## Nutzung
Die Einrichtung ist Teil einer 1903 bis 1908 errichteten Fernwasserversorgung für Chemnitz, die auch heute noch in Betrieb ist. Betrieben wird das „Talsperrensystem Mittleres Erzgebirge“ von der Staumeisterei Neunzehnhain der Landestalsperrenverwaltung Sachsen, einem Eigenbetrieb des Freistaates. Die Rohwasserüberleitung, in die das Aquädukt eingebunden ist, verläuft von der Talsperre Neunzehnhain I zur Talsperre Einsiedel über eine Gesamtlänge von 13,17 Kilometern. Zuerst durchquert ein etwa 3 km langer Wasserstollen den Börnichener Rücken und damit die Zschopau-Flöha-Wasserscheide. Dann wird es hangparallel in einem 1242 m langen Kanal zum Aquädukt geführt. Nach einem weiteren 340 m langen Stollen und einem etwa 1 km langen Kanalstück gelangt es zu dem ebenfalls denkmalgeschützten Aquädukt von Zschopau.

## Sonstiges
Das Aquädukt ist Bestandteil des Wappens der ehemaligen Gemeinde.